# Thomas Broich
Thomas Broich (ur. 29 stycznia 1981 w Monachium) – niemiecki piłkarz występujący na pozycji pomocnika.

## Kariera klubowa
Broich jako junior reprezentował barwy trzech klubów: ASV Rott/Inn, TSV 1860 Rosenheim oraz SpVgg Unterhaching. W 2001 roku trafił do Wackera Burghausen z Regionalligi Süd. W 2002 roku awansował z nim do 2. Bundesligi. W Wackerze spędził jeszcze 1,5 roku.
W styczniu 2004 roku Broich podpisał kontrakt z pierwszoligową Borussią Mönchengladbach. W Bundeslidze zadebiutował 7 lutego w przegranym 1:2 meczu z Werderem Brema. 14 lutego 2004 roku w zremisowanym 1:1 pojedynku z VfB Stuttgart strzelił pierwszego gola w trakcie gry w Bundeslidze. W ciągu 2,5 roku w barwach Borussii rozegrał 68 ligowych spotkań i zdobył 4 bramki.
W 2006 roku Broich dołączył do spadkowicza z Bundesligi, 1. FC Köln. W 2008 roku awansował z nim do Bundesligi. W czerwcu 2009 roku na zasadzie wolnego transferu odszedł do 1. FC Nürnberg. Jego barwy reprezentował przez rok, w ciągu którego zagrał tam w 7 meczach. W 2010 roku podpisał kontrakt z australijskim zespołem Brisbane Roar. W A-League zadebiutował 8 sierpnia 2010 roku w zremisowanym 0:0 spotkaniu z Gold Coast United. W sezonie 2011/2012 otrzymał medal Johnny’ego Warrena dla najlepszego gracza sezonu w A-League.

## Statystyki ligowe
| Rozgrywki                | Poziom | Kraj      | Mecze | Bramki |
| ------------------------ | ------ | --------- | ----- | ------ |
| Bundesliga               | I      | Niemcy    | 87    | 4      |
| 2. Bundesliga            | II     | Niemcy    | 106   | 10     |
| Regionalliga (grupa Süd) | III    | Niemcy    | 29    | 2      |
| A-League                 | I      | Australia | 181   | 20     |

## Kariera reprezentacyjna
W latach 2002–2004 rozegrał siedem spotkań w reprezentacji Niemiec U-21.